# Kwicksutaineuk

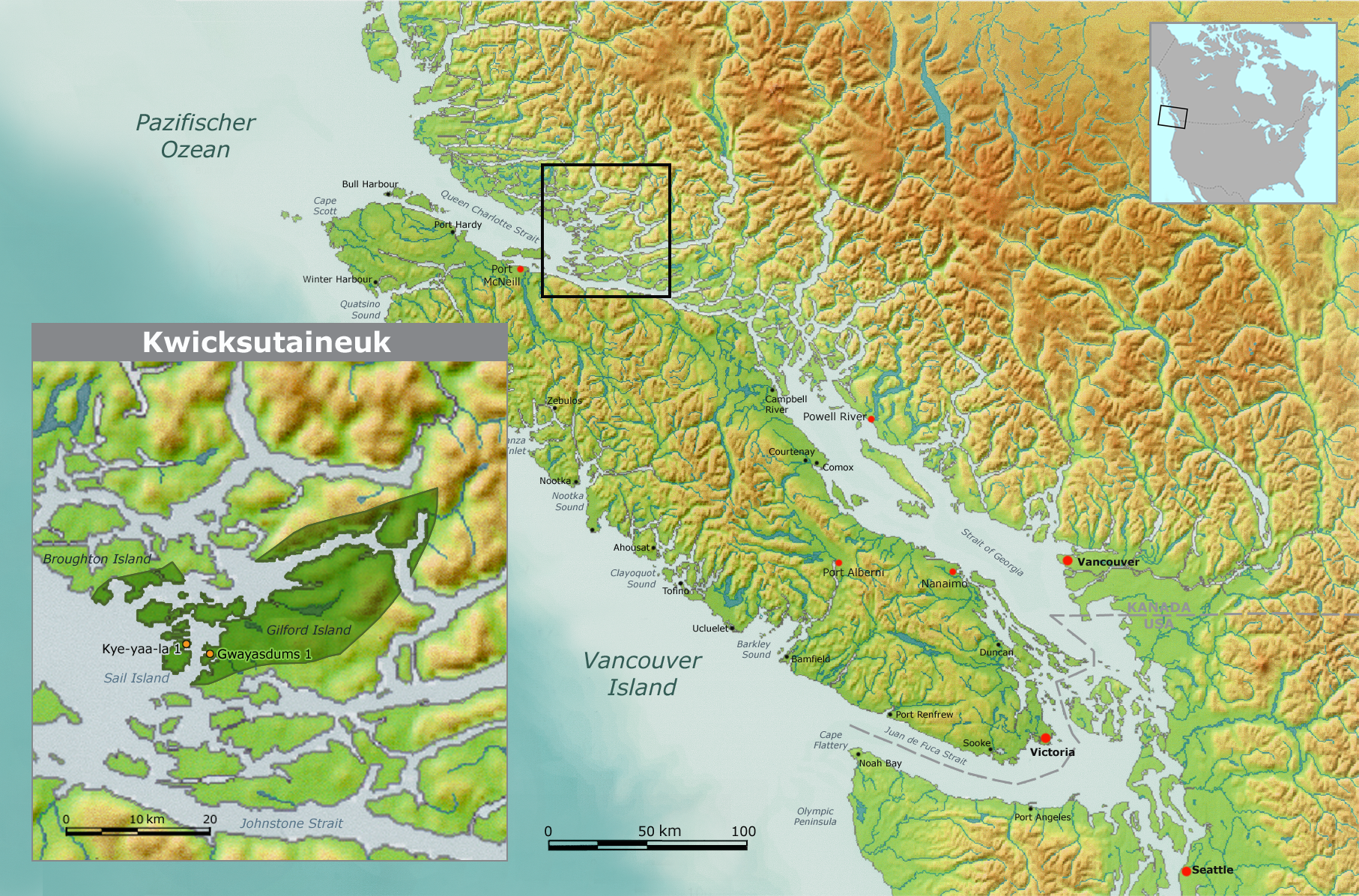
Traditionelles Territorium der Kwicksutaineuk und ihrer Hauptreservate

Die Kwicksutaineuk, Kwikwasut`inux oder Gilford Island, offiziell Kwicksutaineuk-ah-kwaw-ah-mish, sind eine der First Nations im westlichen Kanada. Sie leben in der Provinz British Columbia, genauer gesagt gegenüber von Port Hardy (auf Vancouver Island) an der Ostseite der Johnstone Strait. Ihre Sprache ist Kwak'wala.
Sie gehören zu den nördlichen Kwakwaka'wakw und bilden dort zusammen mit zwei anderen Stämmen, den Kwa-Wa-Aineuk und den Tsawataineuk den Musgamagw Tsawataineuk Tribal Council. Ihr Hauptwohnort ist Gilford Island, wo nach eigenen Angaben allerdings nur noch 35 Stammesangehörige im Dorf Gwa’yasdums leben.

## Geschichte
Das frühere Wohngebiet der Kwicksutaineuk lag gegenüber der Nordspitze von Vancouver Island. Um 1850 lebten sie in der Nachbarschaft der Kwakiutl, der Gwawaenuk, der Tsawataineuk und anderer Kwak'wala sprechender Stämme.

## Reservate
Heute leben sie hauptsächlich in der Gwayasdums Indianerreservation Nr. 1 (25,4 ha) an der Westküste von Gilford Island, etwa 60 km östlich von Port Hardy, auf der Ostseite  der Johnstone Strait. Ihre zehn Reservationen umfassen insgesamt 172 ha. Kye-yaa-la 1 (8,4 ha) liegt auf Sail Island in der Retreat Passage im Westen von Gilford Island und umfasst einige vorgelagerte Inselchen. Kyidagwis 2 (4,5 ha) liegt an der Westseite des Wakeman Sound, ebenso wie Dug-da-myse 12 (1,6 ha). Alalco 8 (118,7 ha) liegt an der Mündung des Wakeman River in den nördlichen Wakeman Sound und ist das größte Reservat. Fünf weitere Reservate liegen auf Gilford Island: Meetup 2 (6,4 ha) am Vinder Sound, Ahta 3 (7,1 ha) an der Mündung des Ohta River am Tribune Channel am Nordende der Insel, Kakweken 4 (4 ha) am Kakweken River am Thompson Sound, Dakiulis 7 (0,7 ha) an der Spitze von Islet Point im Westen, schließlich Kyimla 11 (1,1 ha) am Trafford Point im Osten.
Von den 295 Stammesangehörigen lebten im Oktober 2014 nur 45 im eigenen, weitere 25 in anderen Reservaten, dazu kommen 218 Angehörige, die außerhalb von Reservaten leben sowie 7 Menschen, die auf keinem Band Crown Land leben. Die 22 bis 26 Häuser der Reservation bekommen fließendes Wasser, während die Abwasserentsorgung durch ein septisches System erfolgte - bis 1996. Seitdem erfolgt die Trinkwasserversorgung aus Plastikflaschen. Die Polizei und Krankenversorgung kommt aus Simoon Sound. Die öffentlichen Einrichtungen umfassen ein Bandbüro, ein Langhaus, eine Gemeindehalle und ein Versorgungsgebäude. Wirtschaftliche Aktivitäten finden in der Forstwirtschaft und im Tourismus statt.

## Aktuelle Situation
Erst seit etwa 1980 erhält die Insel wenigstens einmal monatlich eine medizinische Versorgung. Die Infrastruktur, beispielsweise die Wasserversorgung, brach 1996 zusammen und war bis Ende 2005 katastrophal schlecht. Besonders keimfreies Wasser ist ein großes Problem, so dass Wasser aufwendig herbeigeschafft werden muss. Die Brunnen sind versalzen. Rund drei Viertel der 26 Häuser aus den 50er und 60er Jahren litten unter Schimmel und waren kaum noch bewohnbar. Häuptling Henry Scow bezeichnete 2004, angesichts der Verzögerungen, Indian Affairs als den „schlimmsten Feind“ des Stammes.
Die Lebensmittelversorgung, die bis vor wenigen Jahrzehnten unmittelbar aus der Umgebung erfolgte, ist aufgrund von Algenzuwanderungen, aber vor allem wegen der Schäden aus Fischzuchten und -fabriken nicht mehr möglich. 2003 gab es allein am Broughton Archipelago rund 30 Fischzuchten. Nirgendwo im Westen Kanadas ist die Konzentration von Fischfarmen so groß, wie hier. 2002 brachen die Lachspopulationen (vor allem der pink salmon) zusammen, seitdem gibt es keine Lachswanderungen mehr, was wiederum die Bärenpopulation aushungert und weitere ökologische Folgen nach sich zieht. Besonders Heritage Salmon Limited und Stolt Sea Farm Inc. stechen hierbei hervor. 2000 schätzte man noch 3,6 Millionen Lachse, zwei Jahre später waren es kaum noch 150.000 - Buckellachse (englisch Pink Salmon) ziehen hier nur alle zwei Jahre.
2003 wandten sich die Indianer mit Hilfe des Sierra Legal Defense Fund an den British Columbia Supreme Court, den Obersten Gerichtshof der Provinz British Columbia. Dazu schlossen sie sich mit den Tsawataineuk, Namgis und Gwaraenuk Bands zusammen, die ebenfalls betroffen sind.
Vor dem Hintergrund dieser und anderer Erfahrungen verweigern seit 2005 drei Stämme jede Mitarbeit beim staatlichen Central Coast Land and Resource Management Plan, unter ihnen die Kwicksutaineuk.
Auf Gilford Island wurde ein kleiner Provincial Marine Park von 2 ha, der Echo Bay Marine Provincial Park, eingerichtet. Seit 1995 versuchen die Stämme der Region einschließlich der Haida, die Anteil am Great Bear Rainforest haben, das größte erhaltene Gebiet gemäßigten Regenwalds vor weiterem Holzeinschlag zu schützen. Dabei werden sie von Umweltorganisationen unterstützt.
Richter Alfred Scow von der Kwicksutaineuk First Nation, Gilford Island Band, und traditioneller Häuptling, ist der erste Ureinwohner, der in British Columbia zu einem hohen Richteramt aufstieg. Er sitzt heute dem Provinz-Gerichtshof in Coquitlam vor. Geboren wurde er in Alert Bay, wo er die St. Michael’s Residential School besuchte.